# Taki Taki (DJ Snake)
Taki Taki è un singolo del DJ francese DJ Snake, pubblicato il 28 settembre 2018 come secondo estratto dal secondo album in studio Carte blanche.
Il brano vede la partecipazione vocale della cantante statunitense Selena Gomez, del cantante portoricano Ozuna e della rapper statunitense Cardi B.

## Antefatti e pubblicazione
Nel luglio 2018, Cardi B ha confermato di star collaborando con DJ Snake per il secondo album in studio di quest'ultimo, senza rivelare gli altri collaboratori. Il DJ ha confermato che la collaborazione sarebbe stata il suo prossimo singolo attraverso il suo profilo Instagram, scrivendo: «Sono a Los Angeles per registrare il video musicale del mio nuovo singolo.»
Il 24 agosto 2018, Gomez ha condiviso diverse foto insieme agli artisti su Instagram con la didascalia «Oggi è stato così divertente», mentre Ozuna ha rivelato il titolo della collaborazione. Il 17 settembre 2018, invece, DJ Snake ha rivelato la copertina del brano, che ritrae un vulcano da cui scende lava con sopra i nomi dei quattro artisti, e la sua data di uscita.
Il brano era disponibile per il pre-save due settimane prima della sua pubblicazione ed ha stabilito il record per il maggior numero di pre-salvataggi sulla piattaforma di streaming Spotify.

## Descrizione
Taki Taki, che appartiene al genere reggaeton, parla del ballo e di come l'amore possa andare molto oltre attraverso il ballo e le provocazioni. La melodia principale è campionata da Sounds of KSHMR Vol. 2 del disc jockey KSHMR.
In un'intervista rilasciata a Billboard, DJ Snake ha rivelato: «Volevo che fosse una hit reggaeton. Così ho mandato il pezzo a Ozuna e l'ha distrutto. Ma volevo avere più donne nella canzone, che parlassero in lingua spagnola, così ho trovato due regine, Cardi e Selena. Questo è quello che ho sempre voluto fare, mi hanno benedetto con la loro grandezza ed energia. È una combinazione perfetta.»

## Video musicale
Un'anteprima del videoclip è stata mostrata agli American Music Awards il 5 ottobre 2018. Le sue riprese si sono svolte a Los Angeles. Diretto da Colin Tilley, è stato reso disponibile tramite il canale YouTube del DJ il 9 ottobre successivo. Dalle tinte post-apocalittiche, il video mostra i quattro artisti che si scatenano a ritmo del brano in compagnia di pochi sopravvissuti. È l'arrivo conclusivo di Gomez a portare una prospettiva serena e colma di speranza. Inoltre, l'11 dicembre 2018 è stato presentato il videoclip in versione pixel.

## Tracce
Testi e musiche di William Grigahcine, Ava Brignol, Jordan Thorpe, Belcalis Almanzar, Vicente Saavedra, Max Borghetti, Selena Gomez, Juan Carlos Ozuna Rasado e Juan G. Rivera Vázquez, eccetto dove indicato.
Download digitale
1. Taki Taki (feat. Selena Gomez, Ozuna & Cardi B) – 3:32

CD singolo
1. Taki Taki (feat. Selena Gomez, Ozuna & Cardi B) – 3:33
2. Magenta Riddim – 3:15 (William Grigahcine)

## Successo commerciale
Taki Taki ha reso Cardi B la prima rapper donna a raggiungere la prima posizione della classifica giornaliera dei brani più ascoltati a livello globale su Spotify. È diventata la terza canzone di DJ Snake e di Cardi B e la prima di Gomez e di Ozuna a superare il miliardo di stream su tale piattaforma.
Negli Stati Uniti d'America la canzone ha esordito al vertice della classifica Hot Latin Songs, nella quale Ozuna ha rimpiazzato il suo stesso singolo Te boté, e alla 27ª nella Billboard Hot 100, diventando il brano cantato in spagnolo con il debutto più alto nella classifica. Il singolo ha raggiunto la cima della Latin Airplay, diventando la prima numero uno per DJ Snake e Selena Gomez, l'ottava per Ozuna e la terza per Cardi B.
Nella Official Singles Chart britannica ha fatto il suo ingresso al 30º posto con 13 313 unità distribuite durante la sua prima settimana di disponibilità. Si è spinto fino alla 15ª posizione, raggiunta nella settimana del 22 novembre grazie ad ulteriori 20 704 unità vendute.

## Classifiche

### Classifiche settimanali
| Classifica (2018-19) | Posizione massima |
| -------------------- | ----------------- |
| Argentina            | 1                 |
| Australia            | 24                |
| Austria              | 13                |
| Belgio (Fiandre)     | 15                |
| Belgio (Vallonia)    | 7                 |
| Brasile              | 72                |
| Bulgaria             | 4                 |
| Canada               | 7                 |
| Colombia             | 2                 |
| Croazia              | 24                |
| Danimarca            | 8                 |
| Estonia              | 5                 |
| Finlandia            | 11                |
| Francia              | 2                 |
| Germania             | 8                 |
| Grecia               | 1                 |
| Irlanda              | 16                |
| Italia               | 2                 |
| Libano               | 18                |
| Lituania             | 9                 |
| Lussemburgo          | 9                 |
| Malaysia             | 6                 |
| Messico              | 2                 |
| Norvegia             | 15                |
| Nuova Zelanda        | 12                |
| Paesi Bassi          | 3                 |
| Portogallo           | 1                 |
| Regno Unito          | 15                |
| Repubblica Ceca      | 8                 |
| Romania              | 1                 |
| Russia               | 116               |
| Singapore            | 3                 |
| Slovacchia           | 5                 |
| Slovenia             | 37                |
| Spagna               | 1                 |
| Stati Uniti          | 11                |
| Svezia               | 10                |
| Svizzera             | 3                 |
| Ucraina              | 116               |
| Ungheria             | 2                 |

### Classifiche di fine anno
| Classifica (2018) | Posizione |
| ----------------- | --------- |
| Francia           | 69        |
| Italia            | 79        |
| Paesi Bassi       | 51        |
| Romania           | 86        |
| Spagna            | 51        |
| Svizzera          | 59        |
| Ungheria          | 29        |
| Classifica (2019) | Posizione |
| Canada            | 38        |
| Francia           | 45        |
| Germania          | 84        |
| Italia            | 82        |
| Portogallo        | 68        |
| Romania           | 11        |
| Spagna            | 64        |
| Stati Uniti       | 57        |
| Svizzera          | 51        |
| Ungheria          | 61        |

## Riconoscimenti
- Latin American Music Awards[74]
  - 2019 – Canzone dell'anno
  - 2019 – Canzone urban preferita

- MTV Millennial Awards[75]
  - 2019 – Miglior collaborazione dell'anno

- MTV Video Music Awards[76]
  - 2019 – Candidatura al Miglior video dance